# زرنيخات الرصاص
زرنيخات الرصاص مركب كيميائي من الرصاص والزرنيخ والأكسجين صيغته Pb3(AsO4)2 من مجموعة الزرنيخات، ويوجد في الشروط القياسية على شكل صلب أبيض اللون.

## التحضير
يحضر المركب من تفاعل أسيتات الرصاص الثنائي أو نترات الرصاص مع زرنيخات الصوديوم:
{\displaystyle \mathrm {3\ Pb(NO_{3})_{2}+2\ Na_{3}AsO_{4}\ \longrightarrow \ Pb_{3}(AsO_{4})_{2}\downarrow +\ 6\ NaNO_{3}} }

## الخواص
يوجد المركب في الشروط القياسية على شكل بلورات بيضاء ذات انحلالية صعبة في الماء، والتي تتفكك حرارياً عند التسخين إلى درجات حرارة مرتفعة.
لبلورات زرنيخات الرصاص بنية أحادية الميل وتصنف في الزمرة الفراغية رقم 14 تحت P21/c.

## الاستخدامات
يستخدم المركب في بعض تركيبات المبيدات الحشرية.